# Polaris (Tesseract)
Polaris è il terzo album in studio del gruppo musicale britannico Tesseract, pubblicato il 18 settembre 2015 dalla Kscope.

## Descrizione
L'album ha segnato il ritorno di Daniel Tompkins alla voce, dopo che questi aveva abbandonato il gruppo nel periodo successivo al primo album One.

Annunciato il 10 luglio 2015, l'album è stato reso disponibile per lo streaming il 15 settembre dello stesso anno. Il 6 maggio 2016 è stata annunciata la Tour Edition dell'album, uscita il 16 settembre dello stesso anno e comprensiva di un secondo disco, denominato Errai, contenente quattro rifacimenti di altrettanti brani dell'album; al riguardo Tompkins ha dichiarato:

## Tracce
Testi di Daniel Tompkins (eccetto dove indicato), musiche di Acle Kahney. Musiche aggiuntive di Aidan O'Brien.
1. Dystopia – 6:51
2. Hexes – 5:18 (testo: Daniel Tompkins, Martin Grech)
3. Survival – 4:25
4. Tourniquet – 5:59
5. Utopia – 5:34
6. Phoenix – 3:54
7. Messenger – 3:35
8. Cages – 5:29
9. Seven Names – 5:40

Errai – CD bonus nella Tour Edition
1. Survival (Errai) – 3:56
2. Cages (Errai) – 4:12
3. Tourniquet (Errai) – 6:23
4. Seven Names (Errai) – 4:21

## Formazione
Gruppo
- Daniel Tompkins – voce
- Acle Kahney – chitarra
- James Monteith – chitarra
- Amos Williams – basso
- Jamie Postones – batteria

Altri musicisti
- Martin Grech – voce (traccia 2)

Produzione
- Acle Kahney – produzione, registrazione, missaggio, mastering
- Aidan O'Brien, Amos Williams – produzione aggiuntiva
- Bruce Soord – missaggio 5.1